# Open verharding

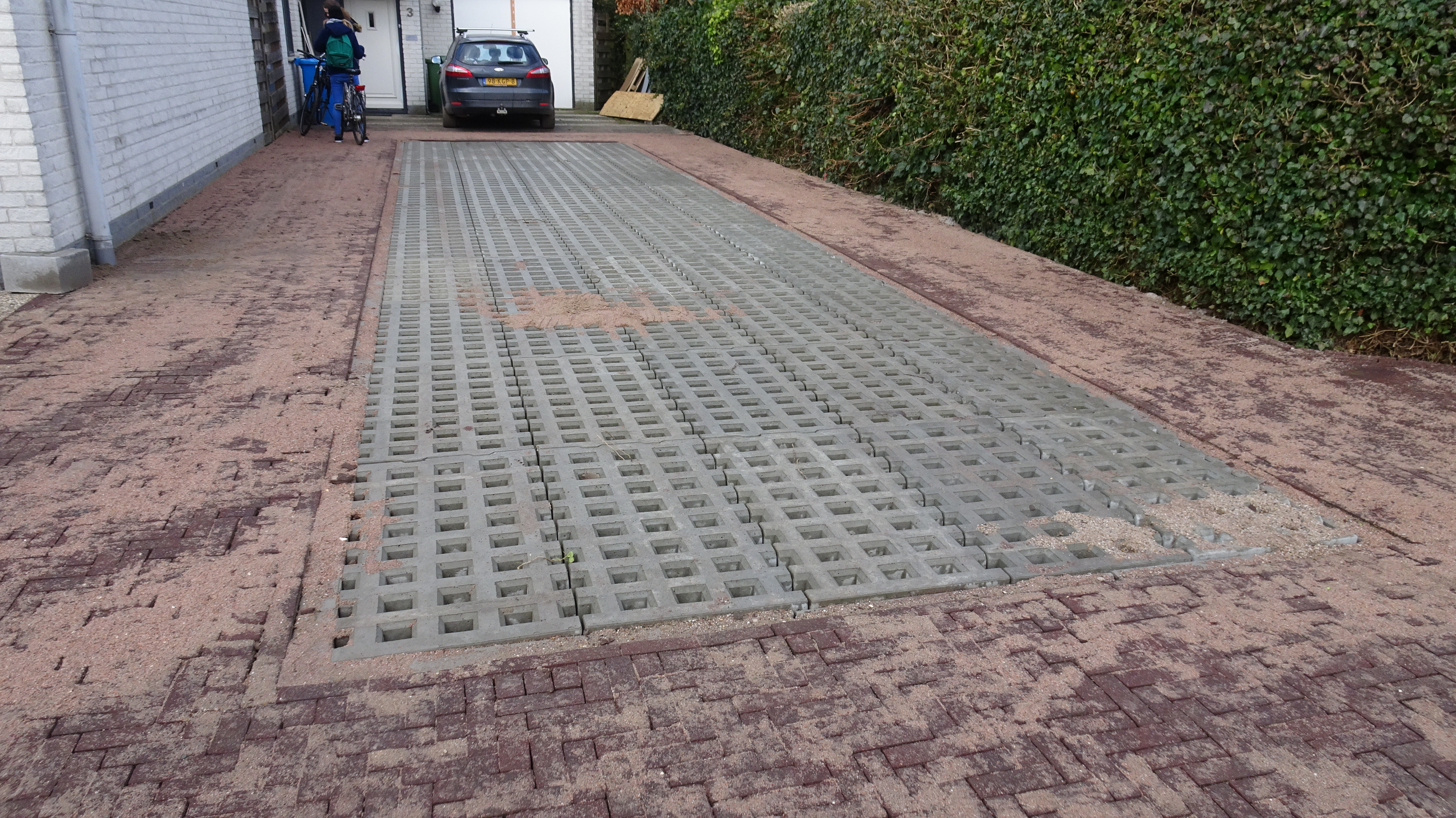
Open verharding voor inrit

Een open verharding in de wegenbouw is een elementenverharding, dat wil zeggen dat het wegdek uit losse elementen zoals klinkers of tegels opgebouwd wordt. In tegenstelling tot een gesloten verharding heeft een open verharding voegen en is in meer of mindere mate water- en lucht doorlatend.